# 羽咲みはる
羽咲 みはる（うさ みはる、1992年〈平成4年〉3月3日 - ）は、日本のタレント、ヌードモデル、YouTuber、元AV女優。所属事務所はティーパワーズ。

## 来歴

### AV女優時期
2016年4月、アダルトビデオメーカー・MUTEKIより「Discovery 羽咲みはる」でAVデビュー。6月よりS1 NO.1 STYLEの専属女優となる。
2016年12月1日、恵比寿★マスカッツに3期生として加入。
2017年4月23日、DMM.R18アダルトアワード2017にて、優秀新人女優賞を受賞。
2021年8月発表「読者300人が選んだFLASH 2021セクシー女優ランキング」読者投票19位。
2022年7月9日、同年8月13日のライブをもって、恵比寿マスカッツの在籍メンバー全員の卒業が発表されたことを受けて、自身のTwitterでAV女優を引退することを発表した。引退理由として、AV女優としての活動と恵比寿マスカッツでの活動は自身の中でイコールになっており、どちらか一つだけを続けるという選択肢はなかったと綴っている。またAVの撮影後、毎回のように体調を崩すようになったことも引退を決めた理由の一つであると自身のYouTubeチャンネルで明かした。なお、AV女優としては6月撮影分（10月発売作品）をもって引退となるが、その後も事務所には残り、グラビア等AV以外の芸能活動を引き続き行う（ヌードの封印もしていない）。
2022年8月13日、東京・恵比寿ザ・ガーデンホールで行われたラストライブ「第2世代 恵比寿マスカッツ 真夏の卒業式」をもって、羽咲を含むメンバー全員がグループから卒業。同日にYouTubeチャンネル『羽咲みはるの「うさちゃん。」』を開設した。同年12月1日にはDMM GAMES「クリムゾン妖魔大戦 新キャラクター声優公開オーディション」にエントリー。
2022年12月14日に行われたトークイベント「石津源治アワー アサガヤショッキングVol.11」にて、オリジナル楽曲を制作することを発表。これを目的とし、2023年1月25日からクラウドファンディング・サービスCAMPFIREにて目標額200万円で出資者の募集を開始。最終的には目標額を越える265万円を集め、2月26日に出資者の募集を終了した。6月17日には、上原亜衣がプロデュースする秋葉原のコンセプトカフェ「エターナルステージ produce by 上原亜衣」にスペシャル・ゲストキャストとして1日限定で登場した。また10月18日には、クラウドファンディングで出資者を募り制作したシングルCD「♡ラビットワンダーランド♡」を一般発売した。同シングルは、羽咲みはるが自ら作詞を手掛けたオリジナル楽曲3曲とそのインストバージョンを収録している。
2024年1月22日週FANZA動画フロアランキングにおいて、2023年1月発売の『羽咲みはるAV引退 2016-2022 6年間の軌跡 S1全73タイトル完全コンプリート MEMORIAL BEST16時間』が第5位に急浮上。

### タレント専業以後
2024年4月1日、ゲームブランド「AV GAMES」の新ブランド『VA GAMES』とスポンサー契約を締結したことを発表。スポンサー契約期間中は、公式Twitchチャンネルで配信される動画に『VA GAMES』のロゴが表示されるようになる。
同年9月15日には、埼玉県・しらこばと水上公園で開催された『TREND GIRLS 撮影会 2024』内のイベント「TREND GIRLSファッションショー」に参加し、ピンクバニースタイルでランウェイを歩いた。
2025年3月にゲーム実況とは別の一人語り用YouTubeチャンネル『うさちゃんねる』を開設。

## 人物
初体験は17歳の時の彼氏。アイドル活動時代に彼氏はいなかった。
元アイドルであるが当時は知名度がなく、AVデビュー後に知名度が上がったと語る。恵比寿★マスカッツに入って再びアイドル活動を開始した。
胃下垂のため、撮影の合間に水を飲むだけで体型が変化してしまう特徴を持つ。胸の大きさや乳輪の色も、体調や温度で変わってしまうと語っている。
時間があれば毎日ディズニーランドに通う「ディズニーガチ勢」。
実家でビーグルを飼っていたこともあり、犬が好きでいつか飼いたいと考えていたが、コロナ禍の影響でディズニー通いができなくなったのをきっかけに「お迎えするなら、今しかない!」と思い立ち、ブリーダーと連絡を取り譲り受けた生後60日のメスのキャバリア（名前はハル）を2020年4月頃から飼い始めた。
まだ子犬だったハルを迎えるにあたって、危ない物や化粧台などの大型家具を断捨離して部屋の模様替えし、部屋に犬用ハウスを設置。ハルを迎えてからは、ある程度成長するまでの間、夜中に鳴き出してもすぐに起きて世話ができるように犬用ハウスの横に布団を敷いて睡眠を取り、さらには早朝からトイレのトレーニング、毎日の食事内容や時間・うんちの様子・体重などを全て日記に記録したりと、新生児の育児をしている母親のように世話をしていた。
2021年10月の恵比寿マスカッツ公式YouTubeチャンネルで今まで語らなかったギャルモデル時代、アイドル時代の失踪報道の真相、AVデビューの経緯などを明かした。

## 映像作品

### アダルトDVD / BD
| 発売日   | タイトル                                                                                          | 規格品番 | 規格品番  | メーカー      | 備考 |
| 発売日   | タイトル                                                                                          | DVD      | BD        | メーカー      | 備考 |
| -------- | ------------------------------------------------------------------------------------------------- | -------- | --------- | ------------- | ---- |
| 4月1日   | Discovery                                                                                         | TEK-074  | 9TEK-074  | MUTEKI        |      |
| 6月7日   | 本物アイドル専属決定!! 新人NO.1STYLE 羽咲みはるAVデビュー                                         | SNIS-672 | 9SNIS-672 | S1 NO.1 STYLE |      |
| 7月7日   | 本物アイドルのエロス覚醒! 激イキ! 4本番スペシャル                                                 | SNIS-689 |           | S1 NO.1 STYLE |      |
| 8月7日   | 「みはるに潮吹きの快感を教えてください」 ‘イク時’よりも気持ち良い恥じらいの大量潮吹きエクスタシー | SNIS-708 |           | S1 NO.1 STYLE |      |
| 9月7日   | 交わる体液、濃密セックス                                                                          | SNIS-728 |           | S1 NO.1 STYLE |      |
| 10月7日  | 僕のことを大好き過ぎる 僕だけのみはると朝から晩まで毎日イチャイチャ同棲性活                       | SNIS-748 |           | S1 NO.1 STYLE |      |
| 11月13日 | 羽咲みはるのドキドキ風俗初体験 ご奉仕8回転フルコース240分                                         | SNIS-768 |           | S1 NO.1 STYLE |      |
| 12月13日 | 激イキ61回!! 超イクイク絶頂フルコース                                                             | SNIS-793 |           | S1 NO.1 STYLE |      |

| 発売日   | タイトル | 規格品番 | 規格品番  | メーカー      | 備考       |
| 発売日   | タイトル | DVD      | BD        | メーカー      | 備考       |
| -------- | --- | -------- | --------- | ------------- | ---------- |
| 1月13日  | アナタ史上最高のオナニー体験のためにみはるがコスって200％全力なりきりオナニーサポート6変化                                                | SNIS-816 |           | S1 NO.1 STYLE |            |
| 2月13日  | 妹の美乳がポロリ | SNIS-843 |           | S1 NO.1 STYLE |            |
| 3月7日   | JKお散歩 | SNIS-866 |           | S1 NO.1 STYLE |            |
| 4月7日   | 羽咲みはる×ガチ童貞5名 超濃厚筆おろしサポート180分                                                                                        | SNIS-889 |           | S1 NO.1 STYLE |            |
| 5月7日   | 1年間でこんなにエッチになりました。 羽咲みはるAVデビュー1周年記念4時間作品 ぶっかけ解禁＆みはるの成長セックスたっぷり見せますスペシャル!! | SNIS-911 |           | S1 NO.1 STYLE |            |
| 6月13日  | チ○ポ大好き 超即尺＆即パイズリ 従順おっぱいメイド                                                                                         | SNIS-931 |           | S1 NO.1 STYLE |            |
| 6月19日  | 羽咲みはるデビュー1周年 みはるの初めてのベスト盤                                                                                          | OFJE-118 | 9OFJE-118 | S1 NO.1 STYLE | 単体ベスト |
| 7月19日  | ｢みはるはキスが好きでたまらないの･･･｣ 舌と唇と唾液が濃厚に絡み合う涎ダラダラ全身ベロベロ性交                                              | SNIS-954 |           | S1 NO.1 STYLE |            |
| 8月25日  | ノーブラおっぱいで全力アピールしてくる彼女の妹と、誘惑に負けちゃう最低な僕。                                                              | SNIS-978 |           | S1 NO.1 STYLE |            |
| 9月25日  | NTR地下ライブ 自慢の巨乳アイドル彼女がファンのキモヲタ達に輪姦されて鬱勃起。                                                              | SSNI-002 |           | S1 NO.1 STYLE |            |
| 10月19日 | 1ヵ月間セックスもオナニーも禁止されムラムラ全開でアドレナリン爆発! 痙攣しまくり性欲剥き出しハメっぱなし温泉旅行                           | SSNI-022 |           | S1 NO.1 STYLE |            |
| 11月19日 | 常に全身ローションだっくだくのご奉仕ぬるぬる爆乳ランジェリーメイド                                                                        | SSNI-045 |           | S1 NO.1 STYLE |            |
| 12月13日 | 小悪魔妹がアナタの妄想を叶えるド鉄板エロシチュエーション                                                                                  | SSNI-068 |           | S1 NO.1 STYLE |            |

| 発売日   | タイトル | 規格品番 | 規格品番  | メーカー      | 備考       |
| 発売日   | タイトル | DVD      | BD        | メーカー      | 備考       |
| -------- | --- | -------- | --------- | ------------- | ---------- |
| 1月25日  | 巨乳制服美少女 強・制・連・結 気弱な生徒を狙う満員痴漢車両 | SSNI-091 |           | S1 NO.1 STYLE |            |
| 2月19日  | 巨乳セラピストとヤレる超高級エステサロン | SSNI-118 |           | S1 NO.1 STYLE |            |
| 3月25日  | 日常に膨らむ着衣おっぱいのたわわな誘惑 | SSNI-145 |           | S1 NO.1 STYLE |            |
| 4月13日  | リピート率120%! 巷でウワサのヤレるメイド喫茶へようこそ! | SSNI-171 |           | S1 NO.1 STYLE |            |
| 5月7日   | 学園公認! 便女当番 〜爆乳美少女が当番制で性欲処理してくれちゃう〜 | SSNI-197 |           | S1 NO.1 STYLE |            |
| 6月7日   | 羽咲みはるファン感謝祭 本物AVアイドル×一般ユーザー20人‘ファンとSEX初解禁’ハメまくりスペシャル                                                                                                | SSNI-222 |           | S1 NO.1 STYLE |            |
| 6月14日  | 羽咲みはる S1デビュー2周年記念ベスト 最新全10タイトル54コーナー480分スペシャル | OFJE-154 | 9OFJE-154 | S1 NO.1 STYLE | 単体ベスト |
| 7月7日   | 汁汗だくだく唾液涎ダラダラ ひたすら全身舐めしゃぶって本気汁全漏らし性交 | SSNI-247 |           | S1 NO.1 STYLE |            |
| 8月7日   | 乳腺猛刺激! おっぱい感度覚醒 未開のオーガズム性交 乳房の隠れたGスポット(乳腺)開発! 感度上昇! 興奮と快楽の最高絶頂へ…                                                                         | SSNI-273 |           | S1 NO.1 STYLE |            |
| 9月7日   | 犯された巨乳制服少女 初の本格ドラマ凌辱作品!! 狂棒が膣奥を突き挿す! | SSNI-296 |           | S1 NO.1 STYLE |            |
| 10月7日  | 皆に内緒で隙あらばパンチラチャレンジしてくる小悪魔挑発美少女 | SSNI-316 |           | S1 NO.1 STYLE |            |
| 11月7日  | バレたくない状況で声も出せないサイレント痴漢 | SSNI-339 |           | S1 NO.1 STYLE |            |
| 12月7日  | いつも僕の前に現れる濡れ透けノーブラ娘のデカ乳首がエロすぎて… | SSNI-361 |           | S1 NO.1 STYLE |            |
| 12月19日 | エスワン15周年スペシャル大共演 第3弾 超豪華S1女優大集合 素人チ●ポをヌキまくりハメまくり夢の大乱交! ファン大感謝祭ツアー 三上悠亜 葵つかさ あやみ旬果 天使もえ 橋本ありな 羽咲みはる 吉高寧々 | SSNI-378 | 9SSNI-378 | S1 NO.1 STYLE |            |

| 発売日  | タイトル | 規格品番 | 規格品番 | メーカー         | 備考 |
| 発売日  | タイトル | DVD      | BD       | メーカー         | 備考 |
| ------- | --- | -------- | -------- | ---------------- | ---- |
| 1月7日  | レ○プした陰キャ女子大生とその後、互いに求め合う濃密性交                                                         | SSNI-383 |          | S1 NO.1 STYLE    |      |
| 2月7日  | 白濁媚薬ローション大量ぶっかけムラムラ爆発ぬるぬるオーガズム                                                    | SSNI-403 |          | S1 NO.1 STYLE    |      |
| 3月7日  | 緊縛された状態でひたすらイカされ続ける縄酔い大大大絶頂FUCK                                                      | SSNI-425 |          | S1 NO.1 STYLE    |      |
| 4月7日  | 嫌な顔しないで汗臭チ●ポを笑顔挟射してくれる献身パイズリ性処理マネージャー                                       | SSNI-445 |          | S1 NO.1 STYLE    |      |
| 5月7日  | 嫁の連れ子のどストライクおっぱいがずぅ～っと全力誘惑してくる日常。                                              | SSNI-467 |          | S1 NO.1 STYLE    |      |
| 6月7日  | スク水マニアたちに狙われて… 粘着ストーカーの狂気的な盗撮に全てを晒され輪姦された制服少女                        | SSNI-486 |          | S1 NO.1 STYLE    |      |
| 7月7日  | 絶頂してピクピクしているおま●こを容赦なく突きまくる怒涛のおかわり激ピストン性交                                 | SSNI-508 |          | S1 NO.1 STYLE    |      |
| 8月7日  | アナタの耳元でひそひそ本番誘惑してくれる サービスも容姿も120点！ささやき淫語おっパブ嬢                          | SSNI-532 |          | S1 NO.1 STYLE    |      |
| 8月13日 | BEAUTY VENUS 6 天海つばさ 羽咲みはる 秋山祥子                                                                   | IPX-350  |          | アイデアポケット |      |
| 9月7日  | 巨乳姉妹2人とただひたすらセックスに明け暮れた両親不在の3日間 夕美しおん 羽咲みはる                              | SSNI-558 |          | S1 NO.1 STYLE    |      |
| 10月7日 | 小柄な彼女が巨漢先輩の馬乗りプレスで寝取られ快楽堕ち                                                            | SSNI-580 |          | S1 NO.1 STYLE    |      |
| 11月7日 | じめじめと陰気な部屋で毎日、手足の自由を奪い媚薬漬けにした制服美少女が 私好みのM奴隷に変わっていった1年間の記録 | SSNI-607 |          | S1 NO.1 STYLE    |      |
| 12月7日 | 無理やり犯されヒクつくマ●コに さらに突き挿し乱暴ピストン! 追撃レ●プ                                             | SSNI-632 |          | S1 NO.1 STYLE    |      |

| 発売日   | タイトル                                                                                         | 規格品番 | 規格品番  | メーカー      | 備考       |
| 発売日   | タイトル                                                                                         | DVD      | BD        | メーカー      | 備考       |
| -------- | ------------------------------------------------------------------------------------------------ | -------- | --------- | ------------- | ---------- |
| 1月7日   | 【※異常なる大絶頂】エロス最大覚醒! 性欲が尽き果てるまで怒涛のノンストップ本気性交                | SSNI-662 |           | S1 NO.1 STYLE |            |
| 1月7日   | 美少女4人を僕ひとりで独占! 超ハーレム5Pスペシャル 羽咲みはる 架乃ゆら 坂道みる 伊賀まこ          | SSNI-673 | 9SSNI-673 | S1 NO.1 STYLE |            |
| 2月7日   | 相部屋NTR 絶倫上司と巨乳新入社員が朝から晩まで、不倫セックスに明け暮れた出張先の夜               | SSNI-691 |           | S1 NO.1 STYLE |            |
| 3月7日   | 洗濯している45分間、コインランドリーで全裸女子大生と浮気しているのを妻は知らない                 | SSNI-719 |           | S1 NO.1 STYLE |            |
| 4月7日   | 年に一度だけ会う巨乳従姉妹2人とただひたすらセックスに明け暮れた里帰り中の3日間 羽咲みはる 乃木蛍 | SSNI-745 | 9SSNI-745 | S1 NO.1 STYLE |            |
| 5月7日   | 秘密捜査官の女 監禁! 拘束! 性拷問! あらゆる恥辱に美女エージェント精神崩壊!!                      | SSNI-771 |           | S1 NO.1 STYLE |            |
| 6月7日   | ど田舎の夏はヤルことがなくて隣の巨乳お姉さんの誘惑に乗っかり毎日じっとり汗だく交尾               | SSNI-794 | 9SSNI-794 | S1 NO.1 STYLE |            |
| 7月7日   | ゲリラ豪雨でズブ濡れになった家庭教師みはると自宅で二人だけになったあの日                         | SSNI-817 |           | S1 NO.1 STYLE |            |
| 9月7日   | 無自覚に着衣巨乳で誘ってしまう天然な巨乳娘を何度もアクメる乳揺らしパワーピストン性交             | SSNI-857 |           | S1 NO.1 STYLE |            |
| 10月7日  | 向かいに越してきた隣人女子大生の絶倫セックスに溺れたボク (既婚者)                                | SSNI-880 |           | S1 NO.1 STYLE |            |
| 10月19日 | 羽咲みはる4周年メモリアルベスト 最新全15タイトル72コーナー480分スペシャル                        | OFJE-271 | 9OFJE-271 | S1 NO.1 STYLE | 単体ベスト |
| 12月7日  | 優しすぎて童貞卒業させてあげたら性欲暴走した後輩に何度もイカされた巨乳女子マネージャー           | SSNI-930 |           | S1 NO.1 STYLE |            |

| 発売日   | タイトル | 規格品番 | 規格品番  | メーカー      | 備考       |
| 発売日   | タイトル | DVD      | BD        | メーカー      | 備考       |
| -------- | --- | -------- | --------- | ------------- | ---------- |
| 1月7日   | 手塩にかけた娘が俺の子じゃないと判明したので                                                                                                 | SSNI-954 |           | S1 NO.1 STYLE |            |
| 2月7日   | 早漏改善クリニックなのにまさかのネッチネチ焦らしソーププレイで絶倫化したボクのチ○ポ… 調子に乗ってそのまま巨乳ナースとヤリ放題                | SSNI-979 |           | S1 NO.1 STYLE |            |
| 3月7日   | ※1名限定!!「童貞素人君と何度もハメたい!」 童貞喪失してあげたその晩から朝まで時間の限りセックスに明け暮れた2人きりのドリーム初体験            | SSIS-004 |           | S1 NO.1 STYLE |            |
| 4月7日   | 超接近の完全主観映像でゾックゾクするような鳥肌淫語を連呼する密着10発射精サポート                                                             | SSIS-028 |           | S1 NO.1 STYLE |            |
| 5月7日   | ド田舎の居酒屋の看板巨乳娘は終電逃がすと酒とセックスしかヤルことが無い                                                                       | SSIS-053 |           | S1 NO.1 STYLE |            |
| 6月7日   | 僕の彼女が不在中に、彼女の親友のAV女優と好き放題ハメまくった3日間                                                                            | SSIS-078 |           | S1 NO.1 STYLE |            |
| 7月7日   | 押しに弱くてイヤだと言えない制服少女とエロ整体師                                                                                             | SSIS-105 |           | S1 NO.1 STYLE |            |
| 8月7日   | 出張先の旅館で大嫌いなセクハラ上司とまさかの相部屋に… 絶倫過ぎる粘着ピストンで一晩中イカされ続けた巨乳OL                                     | SSIS-132 |           | S1 NO.1 STYLE |            |
| 9月14日  | 若くて綺麗で優しい自慢のお母さんがゲスな不良先輩たちに犯されるのを見てしまった僕                                                             | SSIS-168 |           | S1 NO.1 STYLE |            |
| 10月12日 | 家庭教師の皮を被った僕のアヘ顔大好き連続種絞りフェラチオお姉さん                                                                             | SSIS-199 | 9SSIS-199 | S1 NO.1 STYLE |            |
| 11月5日  | 絶頂の向こう側でイッてイッてイキまくる確変オーガズム状態のまま24時間耐久で一生分ハメまくった羽咲みはるが下品な乳房を震わせるガチでヤバい性交 | SSIS-229 | 9SSIS-229 | S1 NO.1 STYLE |            |
| 12月15日 | 焦らして、焦らして、焦らし続けた結果。 ――羽咲みはるガチ堕ち キャラ崩壊してチ●ポ欲しがるドスケベSEX                                           | SSIS-259 | 9SSIS-259 | S1 NO.1 STYLE |            |
| 12月28日 | 羽咲みはるデビュー5周年メモリアル 最新14タイトル BEST of BEST8時間'                                                                          | OFJE-342 | 9OFJE-342 | S1 NO.1 STYLE | 単体ベスト |

| 発売日   | タイトル | 規格品番 | 規格品番  | メーカー      | 備考                                                                  |
| 発売日   | タイトル | DVD      | BD        | メーカー      | 備考                                                                  |
| -------- | --- | -------- | --------- | ------------- | --------------------------------------------------------------------- |
| 1月11日  | 私と大好きな彼氏、そして優しい店長 3人きりの深夜勤務アルバイト                                                                                               | SSIS-290 | 9SSIS-290 | S1 NO.1 STYLE |                                                                       |
| 2月8日   | 思わずニヤ勃起が止まらないささやき甘とろ淫語 完全主観ASMRメンズエステ                                                                                        | SSIS-316 |           | S1 NO.1 STYLE |                                                                       |
| 3月8日   | 「先生のフェラのほうが気持ち良いよ?」 彼女ができた僕に嫉妬した痴女教師が執拗即尺で何度も寝取ろうとしてくる                                                   | SSIS-341 | 9SSIS-341 | S1 NO.1 STYLE |                                                                       |
| 4月12日  | ※台本一切無し! ハメ撮り! すっぴん! 何でもアリ! 羽咲みはるのスケベ本性剥き出しSEX!! ガチで二人きりの温泉旅行でヤリまくった生々しすぎる超レアなエロス200％動画 | SSIS-368 |           | S1 NO.1 STYLE |                                                                       |
| 5月10日  | アナタの五感を刺激する羽咲みはるのシコシコサポートラグジュアリー 脳をエロスで満たす5つの癒され勃起シチュエーション 羽咲みはる                                | SSIS-394 |           | S1 NO.1 STYLE |                                                                       |
| 5月27日  | AV最高峰 -S級GIRLS GROUP エスワンキャンペーン | WICP-005 |           | S1 NO.1 STYLE | S1 NO.1 STYLE専属女優による 撮り下ろし映像を収録したキャンペーンDVD。 |
| 6月14日  | M男くん3人がちゃんと射精できるまで、朝を迎えても、甘サド羽咲みはるがひたすら優しく犯●てあげる…ね。                                                           | SSIS-422 |           | S1 NO.1 STYLE |                                                                       |
| 7月12日  | 童貞を1ヶ月でセックス中毒にさせちゃう神対応ご奉仕&凄エロテク満載! 羽咲みはるの筆おろし同棲ドキュメント                                                       | SSIS-451 |           | S1 NO.1 STYLE |                                                                       |
| 8月9日   | 僕にだけ優しい先輩が何度もヌイて慰めてくれた夜 羽咲みはる | SSIS-480 |           | S1 NO.1 STYLE |                                                                       |
| 9月13日  | 元クラスメイトのDQNたちに大好きな彼女が媚薬レ●プされメス堕ちした姿にクズ勃起 羽咲みはる                                                                      | SSIS-512 |           | S1 NO.1 STYLE |                                                                       |
| 10月11日 | キスして、パイズリして、またキスしてくれる… 唾液まみれのおっぱいを味わう濃厚くちづけ性交 羽咲みはる                                                          | SSIS-544 |           | S1 NO.1 STYLE |                                                                       |

| 発売日  | タイトル                                                                                  | 規格品番 | 規格品番  | メーカー      | 備考       |
| 発売日  | タイトル                                                                                  | DVD      | BD        | メーカー      | 備考       |
| ------- | ----------------------------------------------------------------------------------------- | -------- | --------- | ------------- | ---------- |
| 1月24日 | 羽咲みはるAV引退 2016-2022 6年間の軌跡 S1全73タイトル完全コンプリート MEMORIAL BEST16時間 | OFJE-394 | 9OFJE-394 | S1 NO.1 STYLE | 単体ベスト |

### アダルトVR
| リリース日 | タイトル | 品番       | メーカー      | 備考 |
| 2017年     | 2017年 | 2017年     | 2017年        | 2017年 |
| ---------- | --- | ---------- | ------------- | --- |
| 9月13日    | 長尺VR×S1 本物アイドル羽咲みはるが ヴァーチャルリアル空間であなたと超密着SEX!!                                                                                 | SIVR-006   | S1 NO.1 STYLE | |
| 2019年     | |            |               | |
| 2月1日     | HQ版でシリーズ化! 彼女の妹のどストライクはまさかの僕!? 彼女の目を盗んで僕をこっそり大胆誘惑VR                                                                  | SIVR-038   | S1 NO.1 STYLE | |
| 10月25日   | 優し過ぎて本番までご奉仕ハッスル!! 僕の耳元でひそひそ誘惑してくれる Fcupプルプルおっパブ嬢                                                                     | SIVR-054   | S1 NO.1 STYLE | |
| 2020年     | |            |               | |
| 1月3日     | 噂の優良おっパブ店で超人気の美巨乳3人同時指名! 本番禁止なのにこっそり射精する 裏オプ全部乗せ140分コース! 奥田咲 真白真緒 羽咲みはる                            | SIVR-062   | S1 NO.1 STYLE | |
| 5月29日    | 水着のキミが僕のモノになるんだね。スク水マニア粘着ストーカーVR                                                                                                 | SIVR-081   | S1 NO.1 STYLE | |
| 7月31日    | 美乳がポロリVR | SIVR-00089 | S1 NO.1 STYLE | |
| 12月25日   | 羽咲みはるを完全独占! 人気AV女優が僕だけに見せる素顔&イキ顔 最高の密着距離でひたすらSEXに没頭する究極同棲VR                                                    | SIVR-106   | S1 NO.1 STYLE | 2021年6月15日には、『三上悠亜を完全独占! 究極同棲VR』とのカップリング収録で、アウトビジョンVRスコープ専用ソフト（品番：OVVR-049）として発売された。 |
| 2021年     | |            |               | |
| 3月30日    | 羽咲みはると同棲して3ヶ月! 貸し切り温泉と浴衣に大興奮(でマンネリ払拭)! 久々に付き合いたての頃を思い出し夜が明けるまでひたすらSEXに没頭したイチャラブ温泉旅行VR | SIVR-123   | S1 NO.1 STYLE | |
| 6月24日    | 羽咲みはる×天井特化×メイド あなたはただ寝てるだけ。卑猥なおっぱいド迫力アングル 覆い被さりご奉仕スペシャル                                                     | SIVR-136   | S1 NO.1 STYLE | 2021年12月15日には、『夢乃あいか×天井特化×ナース』とのカップリング収録で、アウトビジョンVRスコープ専用ソフト（品番：OVVR-109）として発売された。    |
| 10月7日    | ASMR特化 彼女がいるのに密着ささやき淫語で口説いてくる色気ムンムン巨乳お姉さん超誘惑VR                                                                          | SIVR-160   | S1 NO.1 STYLE | |
| 2022年     | |            |               | |
| 1月31日    | あなたもローションまみれニュルニュルおもてなしソープ | SIVR-182   | S1 NO.1 STYLE | |
| 3月16日    | 羽咲みはると付き合ったら…キス魔だった!! 玄関で! お風呂で! キッチンで! エッチ中も! 一晩で239回! トロけるディープキスVR                                          | SIVR-195   | S1 NO.1 STYLE | |
| 9月19日    | 本番禁止なのに僕にだけ特別サービス ムラムラしたらこっそり挿入おねだり逆バニー風俗3シチュエーション 羽咲みはる                                                  | SIVR-229   | S1 NO.1 STYLE | |

### イメージDVD / BD
| 発売日   | タイトル                                                 | 規格品番  | 規格品番  | メーカー           | 備考   |
| 発売日   | タイトル                                                 | DVD       | BD        | メーカー           | 備考   |
| 2016年   | 2016年                                                   | 2016年    | 2016年    | 2016年             | 2016年 |
| -------- | -------------------------------------------------------- | --------- | --------- | ------------------ | ------ |
| 9月1日   | やりすぎっ 羽咲みはる                                    | MMND-130  |           | 未満               |        |
| 9月25日  | 羽咲みはるが好きすぎて 羽咲みはるが彼女になってた        | DGRP-006  | BGRP-006  | GRAPHIS            |        |
| 2017年   |                                                          |           |           |                    |        |
| 6月25日  | ALL NUDE 羽咲みはる                                      | OAE-121   |           | Air control        |        |
| 12月22日 | 羽咲みはるが好きすぎて 羽咲みはるが彼女になってた Part 2 | DGRP-031  | BGRP-031  | GRAPHIS            |        |
| 2018年   |                                                          |           |           |                    |        |
| 12月25日 | 裸神 羽咲みはる                                          | OAE-174   |           | Aircontrol         |        |
| 2019年   |                                                          |           |           |                    |        |
| 5月9日   | Miharu 夢の国ラビット                                    | REBD-381  | REBDB-367 | REbecca            |        |
| 11月21日 | Miharu2 羽ばたいてUSA!!                                  | REBD-426  | REBDB-412 | REbecca            |        |
| 2020年   |                                                          |           |           |                    |        |
| 11月5日  | Miharu3 リゾート♡LOVE                                    | REBD-505  | REBDB-491 | REbecca            |        |
| 2021年   |                                                          |           |           |                    |        |
| 10月21日 | Miharu4 Everlasting paradise                             | REBD-595  | REBDB-581 | REbecca            |        |
| 2022年   |                                                          |           |           |                    |        |
| 12月1日  | Miharu5 Never ending cutenes                             | REBD-702  | REBDB-688 | REbecca            |        |
| 2023年   |                                                          |           |           |                    |        |
| 7月26日  | 美・ボディ 羽咲みはる                                    | BTHA-091  | BTHA-091B | スパークビジョン   |        |
| 11月29日 | 昼下がりの恋 羽咲みはる                                  | MBRBT-001 |           | スパイスビジュアル |        |
| 2024年   |                                                          |           |           |                    |        |
| 4月4日   | Miharu6 Rabbit in dreamland                              | REBD-828  | REBDB-813 | REbecca            |        |
| 8月28日  | 美女のハダカ 羽咲みはる                                  | MBRBA-121 |           | スパイスビジュアル |        |
| 2025年   |                                                          |           |           |                    |        |
| 1月9日   | Miharu7 Dramatic Travel                                  | REBD-900  | REBDB-885 | REbecca            |        |

## 書籍・出版物

### 写真集
- うさどる♡（2016年3月23日、双葉社、撮影：上野勇）[39] ISBN 978-4-575-31119-8
- Purity（2017年7月26日、双葉社、撮影：福島裕二）[40] ISBN 978-4-575-31285-0

### ポーズブック
- パーフェクトヌードポーズ model 羽咲みはる（2019年11月19日、ジーオーティー、撮影：馬場ひろし）ISBN 978-4-8148-0220-3

### デジタル写真集
- #NEWLOOK【girl meets street】羽咲みはる（4月5日、ジーオーティー、撮影：山口雄太郎）
- とられち 羽咲みはる（11月9日、TranceRetinal、撮影：コハラタケル）
- ＃Escape 羽咲みはる（11月12日、ジーオーティー、撮影：manimanium）

- 週刊大衆デジタル写真集NUDE 15 羽咲みはる（3月29日、双葉社、撮影：篠原潔）[41]
- AV最高峰 S級GIRLS GROUP エスワンキャンペーン No.1 Photo Book アイドル版（5月27日、FANZA BEAUTY COLLECTION、撮影：小林弘輔）※FANZA『AV最高峰 S級GIRLS GROUP エスワンキャンペーン』オリジナルフォトブック。S1 NO.1 STYLE専属女優27名の写真を収録。FANZA限定配信。
- AV最高峰 S級GIRLS GROUP エスワンキャンペーン No.1 Photo Book S級版（6月10日、FANZA BEAUTY COLLECTION、撮影：小林弘輔）※FANZA『AV最高峰 S級GIRLS GROUP エスワンキャンペーン』オリジナルフォトブック。S1 NO.1 STYLE専属女優27名の写真を収録。FANZA限定配信。
- Count sheep【Nap】羽咲みはる（7月22日、ジーオーティー、撮影：羊肉るとん）
- Count sheep【Sleep】羽咲みはる（7月22日、ジーオーティー、撮影：羊肉るとん）
- various changes 羽咲みはる（10月26日、FANZA BEAUTY COLLECTION）※FANZA限定配信。

- episode【グラビア写真集】 羽咲みはる（5月3日、プレステージ出版、撮影：富田恭透）
- episode【ヌード写真集】 羽咲みはる（5月3日、プレステージ出版、撮影：富田恭透）
- 手を繋いで【グラビア写真集】 羽咲みはる（8月9日、プレステージ出版、撮影：黒澤奨平）
- 手を繋いで【ヌード写真集】 羽咲みはる（8月9日、プレステージ出版、撮影：黒澤奨平）
- 羽咲みはる おっきくなりました 週刊現代デジタル写真集【プレミアムヌードシリーズ】（8月23日、講談社、撮影：上野勇）
- episode other cut edition 【グラビア写真集】 羽咲みはる（10月25日、プレステージ出版、撮影：富田恭透）
- episode other cut edition 【ヌード写真集】 羽咲みはる（10月25日、プレステージ出版、撮影：富田恭透）
- 手を繋いで アザーカットエディション 【グラビア写真集】 羽咲みはる（12月20日、プレステージ出版、撮影：黒澤奨平）
- 手を繋いで アザーカットエディション 【ヌード写真集】 羽咲みはる（12月20日、プレステージ出版、撮影：黒澤奨平）

### 雑誌
- FRIDAY 2016年3月11日号（講談社）- グラビア
- 週刊大衆 2016年3月14日号（双葉社）- グラビア
- 週刊現代 2016年3月19日号（講談社）- 「アイドル羽咲みはるが脱ぐことを決意した日」
- 週刊実話 2016年3月31日号（日本ジャーナル出版）- グラビア
- 月刊DMM 2016年11月号（ジーオーティー）- 表紙

- ズバ王 2017年2月号（ジーオーティー）- 表紙
- FRIDAY 2017年2/17号（講談社）- グラビア
- 週刊実話 2017年2月23日号（日本ジャーナル出版）- 袋とじグラビア

- 週刊実話 増刊 2018年1月10日号「S1 NO.1 STYLE」（日本ジャーナル出版）
- 週刊実話 2018年1月4日号（日本ジャーナル出版）- グラビア
- 週刊アサヒ芸能 2018年4月12日号（徳間書店）- グラビア
- 週刊プレイボーイ 2018年8月13日号（集英社）- グラビア

- 週刊実話 2019年4月25日号（日本ジャーナル出版）- グラビア

- 月刊FANZA 2020年1月号（ジーオーティー）- グラビア
- 実話ナックルズ ウルトラ vol.07（大洋図書）- 表紙、グラビア
- 週刊実話 2020年3月12日号（日本ジャーナル出版）- グラビア「河合あすな・桜空もも・天海つばさ・羽咲みはる 裸体を見る会」

- 臨増ナックルズ DX vol.24（大洋図書）- グラビア「黒いランジェリーの女」
- 週刊大衆 2021年9月13日号（双葉社）- グラビア
- 週刊実話 2021年11月4日号（日本ジャーナル出版）- 袋とじ「秋のヘアヌード収穫祭」

- 月刊FANZA 2022年7月号（ジーオーティー）- グラビア
- 週刊大衆 2022年7月18日号（双葉社）- グラビア「Fカップ天使 ｢三十路ヌード｣ 初解禁! ｢今年の夏は一緒に♡｣」
- 実話BUNKA超タブー 2022年8月号（コアマガジン）- 吉田豪 人間コク宝インタビュー 第74回「羽咲みはる」

- 週刊大衆 2023年3月27日･4月3日号（双葉社）- グラビア「Fカップ女神 ｢温泉ヌード｣ 密会写」

## 製品

### トレーディングカード
- CJ SEXY CARD SERIES VOL.25 羽咲みはる OFFICIAL CARD COLLECTION1 ～美春日和～（2017年3月18日、ジュートク）
- CJ SEXY CARD SERIES VOL.48 羽咲みはる OFFICIAL CARD COLLECTION2 ～美春便り～（2019年2月23日、ジュートク）
- Girl’s Party Collection～THE FAN FUN TRUMP～ 第3弾（2022年12月23日、Girl‘s Party Collection）※複数の女優が登場するトレカ形式のトランプ。

### カレンダー
- 羽咲みはる 2018年カレンダー（2017年11月25日、ハゴロモ）
- 卓上 羽咲みはる 2018年カレンダー（2017年11月18日、ハゴロモ）
- 羽咲みはる 2019年カレンダー（2018年10月20日、トライエックス）
- 羽咲みはる 2020年カレンダー（2019年10月19日、ハゴロモ）
- 卓上 羽咲みはる 2020年カレンダー（2019年10月19日、ハゴロモ）
- 羽咲みはる 2021年版カレンダー（2020年10月17日、ハゴロモ）
- 卓上 羽咲みはる 2021年カレンダー（2020年10月17日、ハゴロモ）
- 羽咲みはる 2022年カレンダー（2021年10月30日、SUNCARAT）
- 卓上 羽咲みはる 2022年カレンダーカレンダー（2021年10月30日、SUNCARAT）
- 羽咲みはる 2023年カレンダー（2022年10月29日、ハゴロモ）
- 卓上 羽咲みはる 2023年カレンダー（2022年10月29日、ハゴロモ）
- 羽咲みはる 2024年カレンダー（2023年10月28日、SUNCARAT）
- 卓上 羽咲みはる 2024年カレンダー（2023年10月28日、SUNCARAT）
- 羽咲みはる 2025年カレンダー（2024年10月26日、SUNCARAT）
- 卓上 羽咲みはる 2025年カレンダー（2024年10月26日、SUNCARAT）

### アダルトグッズ
オナホール
- エンジェルドリーム -羽咲みはる-（2017年2月25日、EXE）
- JAPANESE REAL HOLE 羽咲みはる（2019年2月24日、EXE）

## 出演

### テレビ番組
- マスカットナイト （2016年12月1日 - 2017年3月30日 、テレビ東京）レギュラー
- マスカットナイト・フィーバー!!! （2017年4月6日 - 9月28日、テレビ東京）レギュラー
- Sweet Angel #76（2017年6月3日、MONDO TV）
- 恵比寿マスカッツ横丁!（2017年10月5日 - 12月28日、テレビ東京）レギュラー
- 裸美人 #81（2018年9月、エンタ!959）
- Wみなみ（2018年10月 - 11月、エンタ!959）
- 君にハピネス（2018年12月 - 2023年1月17日、エンタ!959）

### ウェブテレビ
- チャンスの時間（2018年7月4日、AbemaTV） - 大人のおもちゃリモコン対決に、偶然見学してた女性役

### インターネット配信
- 一発ゲームス（2023年11月24日、YouTube/AVGAMESチャンネル）[44]

### ラジオ
- 「白石茉莉奈のtalking free｣ powered by INTEC（2022年10月9日、渋谷クロスFM）
- 羽咲みはるのらじおすたーつ!（2024年2月1日 - 、ラジオクロニクル）[45]

### ゲーム
- 新宿スカウトバトル（2019年12月2日、DMM GAMES）- 新人AV女優・羽咲みはる役[46]

### Webグラビア
- Graphis Gals「USADOL♡」（2016年4月、グラフィス、撮影：上野勇）
- Graphis LIMITED EDITION（2016年9月、グラフィス、撮影：福島裕二）
- Graphis Gals「Purity」（2017年8月、グラフィス、撮影：福島裕二）
- Graphis LIMITED EDITION（2018年3月、グラフィス、撮影：福島裕二）
- Graphis LIMITED EDITION（2018年11月、グラフィス、撮影：柳沢康太）
- Graphis Gals「One da Full」（2019年11月、グラフィス、撮影：冨貴塚宏樹）
- Graphis LIMITED EDITION（2020年5月、グラフィス、撮影：冨貴塚宏樹）
- Graphis Gals「Happiness!」（2021年2月、グラフィス、撮影：福島裕二）

### イベント
- S1クリスマスパーティー（2016年12月2日、南青山 Future SEVEN）- 二部制公演[47][48]。
- アサガヤ ショッキング vol.11（2022年12月14日、阿佐ヶ谷ロフトA）[49][50]
- 羽咲みはる「トークライブひとつなぎ」（2025年3月12日、高円寺・笑屋）

### パチンコ
- Pジューシーハニー3（2021年2月、サンセイアールアンドディ）[51]
- PジューシーハニーH（ハーレム）（2023年5月、サンセイアールアンドディ）

## ライブ

### ワンマンライブ
- デビュー5周年記念カバーアルバム『みはるーむ』完成記念ワンマンライブ（2021年12月13日、東京・三軒茶屋グレープフルーツムーン）[52]
- Spring♡みはるーむ（2022年3月14日、東京・三軒茶屋グレープフルーツムーン）[53]
- Summer♡みはるーむ（2022年7月19日、東京・三軒茶屋グレープフルーツムーン）[54]
- Autumn♡みはるーむ（2022年10月25日、東京・三軒茶屋グレープフルーツムーン）[55]
- 羽咲みはるワンマンLIVE Winter♡みはるーむ（2023年1月30日、東京・三軒茶屋グレープフルーツムーン）[56]
- 羽咲みはるワンマンLIVE Spring♡みはるーむ Birthday Special（2023年3月2日、東京・三軒茶屋グレープフルーツムーン）[57]
- 羽咲みはるワンマンLIVE 「Summer♡みはるーむ」（2023年8月12日、東京・三軒茶屋グレープフルーツムーン）
- 羽咲みはるワンマンLIVE「Autumn♡みはるーむ」（2023年11月6日、東京・三軒茶屋グレープフルーツムーン）
- 羽咲みはるワンマンLIVE「Winter♡みはるーむ 2024」（2024年2月27日、東京・三軒茶屋グレープフルーツムーン）
- 羽咲みはるワンマンLIVE「Spring♡みはるーむ 2024」（2024年6月6日、東京・三軒茶屋グレープフルーツムーン）
- 羽咲みはるワンマンLIVE「Summer♡みはるーむ 2024」（2024年8月26日、東京・三軒茶屋グレープフルーツムーン）[58]

- 羽咲みはるワンマンLIVE「Autumn♡みはるーむ 2024」（2024年10月21日、東京・三軒茶屋グレープフルーツムーン）
- 羽咲みはるワンマンLIVE「Winter♡みはるーむ 2025」（2025年1月21日、東京・三軒茶屋グレープフルーツムーン）
- 羽咲みはるワンマンLIVE「Spring♡みはるーむ 2025」（2025年4月23日、東京・三軒茶屋グレープフルーツムーン）

### 合同ライブ・ゲスト出演
- ミルジェネソニック! 2017（2017年7月30日、東京・下北沢GARDEN）[59]
- ミルジェネ新年会 2018（2018年1月28日、東京・下北沢GARDEN）[60]
- ミルジェネ プレミアムライブ 9（2019年6月12日、初台DOORS）[61]
- ミルジェネソニック! 2019（2019年9月25日、東京・新宿BLAZE）[62]
- ミルジェネ プレミアムライブ 15（2020年2月27日、東京・初台DOORS）[63]
- ミルジェネ10周年記念LIVE Sweet Memories（2022年9月13日・14日、東京・原宿RUIDO）[64]
- ミルジェネ Sweet Memories 2023（2023年9月12日・13日、新宿ReNY）
- ミルジェネ Sweet Memories 2024（2024年11月5日・6日、新宿ReNY）